# Stanisław Koniecpolski
Stanisław Koniecpolski, armoiries Pobóg, né en 1594 à Koniecpol et mort le 12 mars 1646 à Brody, est un aristocrate et homme politique polonais, hetman puis grand hetman de la Couronne (1618–32), castellan de Cracovie (1633-1646), l'un des plus grands chefs militaires polonais de la république des Deux Nations . Il participe aux campagnes militaires de l’État polono-lituanien contre les Ottomans, les Tatars, les Suédois, les Moscovites et les Cosaques.

## Biographie
Descendant après son père de Zawisza Czarny de Garbów, Stanisław Koniecpolski est l'un des neuf enfants d'Aleksander Koniecpolski et d'Anna, née Sroczycka. Il étudie à l'Académie de Cracovie, puis, nommé staroste de Wieluń, rejoint la cour royale de Zygmunt III Vasa.
Il commence sa carrière militaire en 1610, en participant à la guerre polono-russe en tant que capitaine, puis colonel. Il prend part au siège de Smolensk (en) et à la bataille de Klouchino. Les Polonais entrent dans Moscou en 1610 et le fils de Zygmunt III, le prince Władysław, est élu tsar. 
La guerre reprend en 1611 et Koniecpolski commande alors l'aile droite des troupes du grand hetman de Lituanie Jan Karol Chodkiewicz dans les batailles dans la banlieue de Moscou les 12 octobre 1611 et 3 septembre 1612. 
En 1613, il rejoint les rangs de l'armée polonaise en Ukraine et participe, un an plus tard, à des batailles contre les rebelles de retour des expéditions de Moscou. 
En février 1615, il épouse la plus jeune fille du grand chancelier de la Couronne et grand hetman Stanisław Żółkiewski. Mais Katarzyna décède en couches 18 mois plus tard. Koniecpolski poursuit sans succès les Tatars qui ravagent une partie de la Podolie. 
En septembre 1617, il participe à des pourparlers de paix avec Iskander Pacha (en), à la suite desquels la Moldavie et la Transylvanie passent sous le protectorat de l'Empire ottoman. 
En avril 1618, Koniecpolski accède à la charge de hetman de la Couronne. Personne dans l’histoire de la république des Deux Nations n’a obtenu cet honneur à un si jeune âge. Dans l'État dualiste polono-lituanien, il y a un Grand Hetman (le chef suprême de l'armée) et un Hetman adjoint de la Couronne (de Pologne) ainsi qu'un Grand Hetman et un Hetman adjoint du Grand Duché (de Lituanie). Toutes ces charges sont à vie.
Koniecpolski combat les Tatars pour freiner leurs incursions sur le territoire de la République. En octobre 1619, il participe à des pourparlers avec les Cosaques et accepte de porter leur nombre au sein de l'armée polonaise à 3 000 personnes. Il mène ensuite des préparatifs pour une expédition militaire contre la Turquie.
Une attaque préventive contre la Moldova est censée empêcher le jeune sultan de se lancer à la conquête de la république de Pologne. Mais les Polonais se méprennent sur la puissance ottomane. Le commandement d'une armée forte de seulement 10 000 hommes et confié au Grand Hetman de la Couronne, Stanisław Żółkiewski, et au Hetman de la Couronne, Stanisław Koniecpolski. La guerre polono-turque commence par la bataille de Cecora (1620). Malgré les succès initiaux, les Polonais sont obligés à se replier. Żółkiewski est tué au combat et Koniecpolski est capturé. 
Il est ensuite détenu à la forteresse de Yedikule à Constantinople (Istanbul), où durant trois ans de son séjour il jouit de privilèges dus au dignitaire de son rang. En 1623, la légation polonaise le rachète et libère de sa captivité. De retour au pays, il participe à la défense de Trembowla (juillet 1623) et aux affrontements avec les Cosaques. Le 20 juin 1624, il remporte une grande victoire sur les Tatars de Kantimir Murza (en) près de Martynów. Le 6 novembre 1625, il met un terme à la rébellion cosaque et impose une nouvelle limitation à leur contagion dans l'armée polonaise.
Dans les années 1626-1629, il commande l'armée polonaise qui défend la Prusse royale contre les Suédois commandés par le roi Gustave II Adolf. En avril 1627, il remporte la bataille de Hamersztyn (Czarna), conquiert Puck et Gniew et, le 27 juin 1629, il bat Gustaw Adolf dans la bataille de Trzciana (en). Après le traité d'Altmark de 1629, Koniecpolski retourne en Ukraine, où il réprime le Soulèvement de Fedorovitch de cosaques et paysans. Il est ensuite nommé Grand hetman de la Couronne et castellan de Cracovie .
En 1632, après la mort du roi Zygmunt III Vasa, Koniecpolski est partisan de l'élection au trône de Pologne de son fils Władysław IV Vasa. 

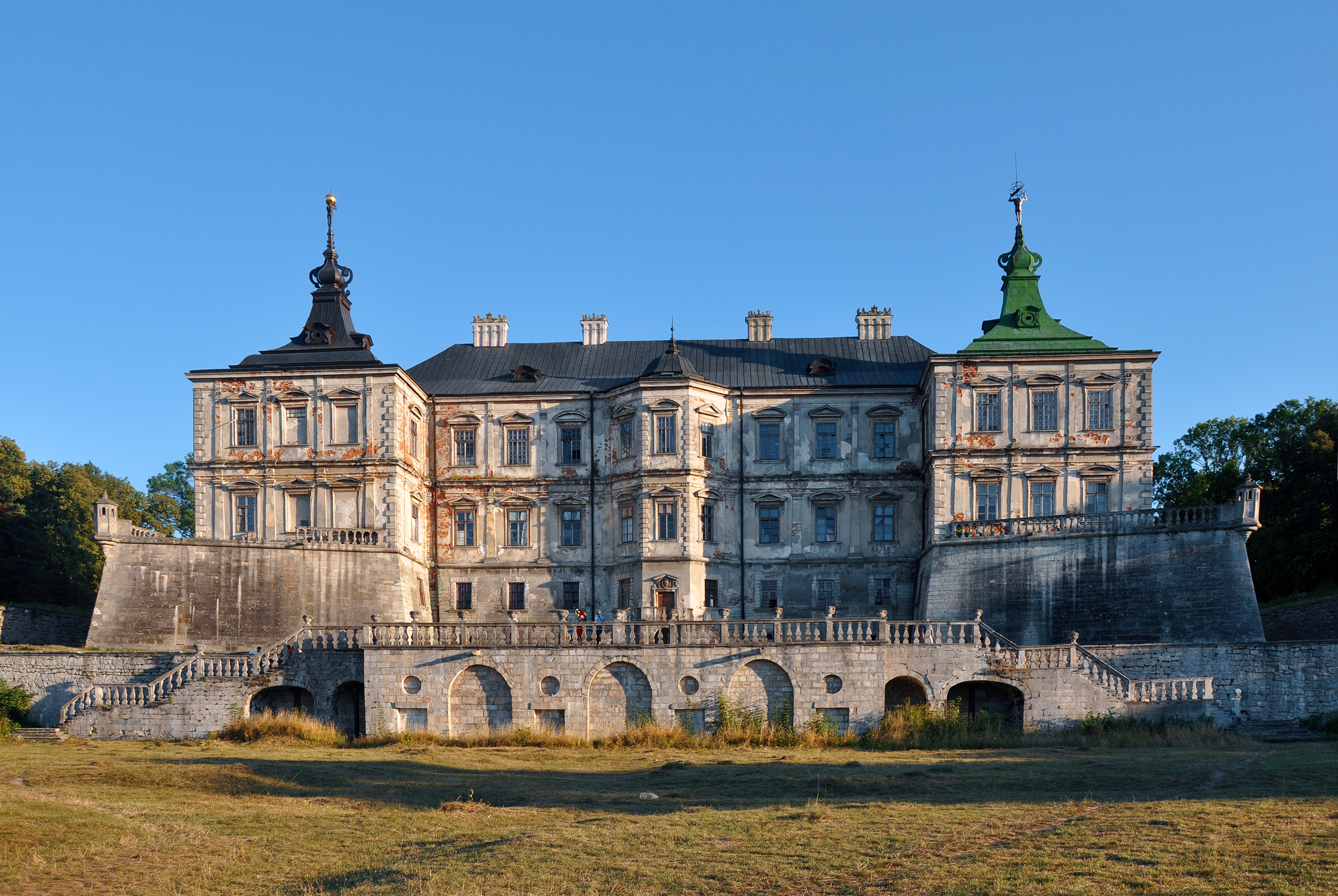
Palais de Koniecpolski à Podhorce de 1637-1641 près de Brody

En 1633, il est de nouveau actif sur le front sud, protégeant les frontières de la République polonaise contre l'invasion turco-tatare. Au cours de cette campagne, il remporte la bataille de Sasowy Róg et repousse les assauts des soldats d'Abaza Pacha à Kamieniec Podolski.
Le 30 janvier 1644, il bat les Tatars à Ochmatów, avec l'aide des troupes du prince Jerema Wiśniowiecki.

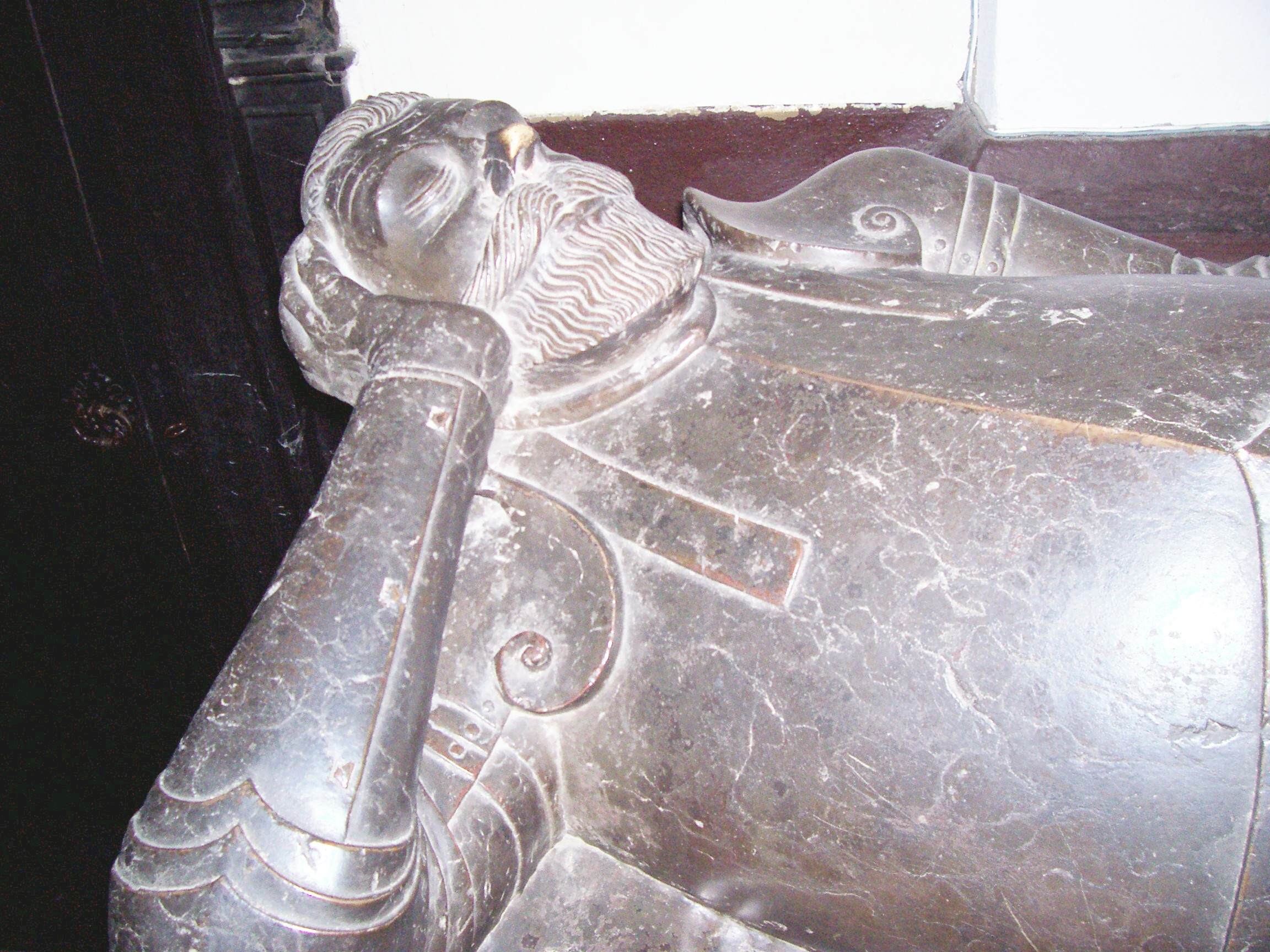
Pierre tombale du Hetman Koniecpolski à Koniecpol

Le Grand hetman meurt le 11 mars 1646 dans sa résidence de Brody.
Koniecpolski est l'un des plus riches magnats polonais, avec d'immenses domaines dans les régions orientales de la Couronne polonaise. 
Il se fait construire un palais à Podhorce (1637) et un autre à Varsovie (1643). Ce dernier porte toujours son nom ; c'est l'actuel palais présidentiel.